# Selene (genre)
Pour les articles homonymes, voir Selene.
Genre
Selene est un genre de poissons marins de la famille des Carangidae.

## Liste des  espèces
Selon FishBase (30 janvier 2016) et World Register of Marine Species (30 janvier 2016) :
- Selene brevoortii (Gill, 1863)
- Selene brownii (Cuvier, 1816)
- Selene dorsalis (pt) (Gill, 1863)
- Selene orstedii Lütken, 1880
- Selene peruviana (Guichenot, 1866)
- Selene setapinnis (Mitchill, 1815)
- Selene spixii (Castelnau, 1855).
- Selene vomer (Linnaeus, 1758) — le musso panache